# Dzwonkówka próchnolubna

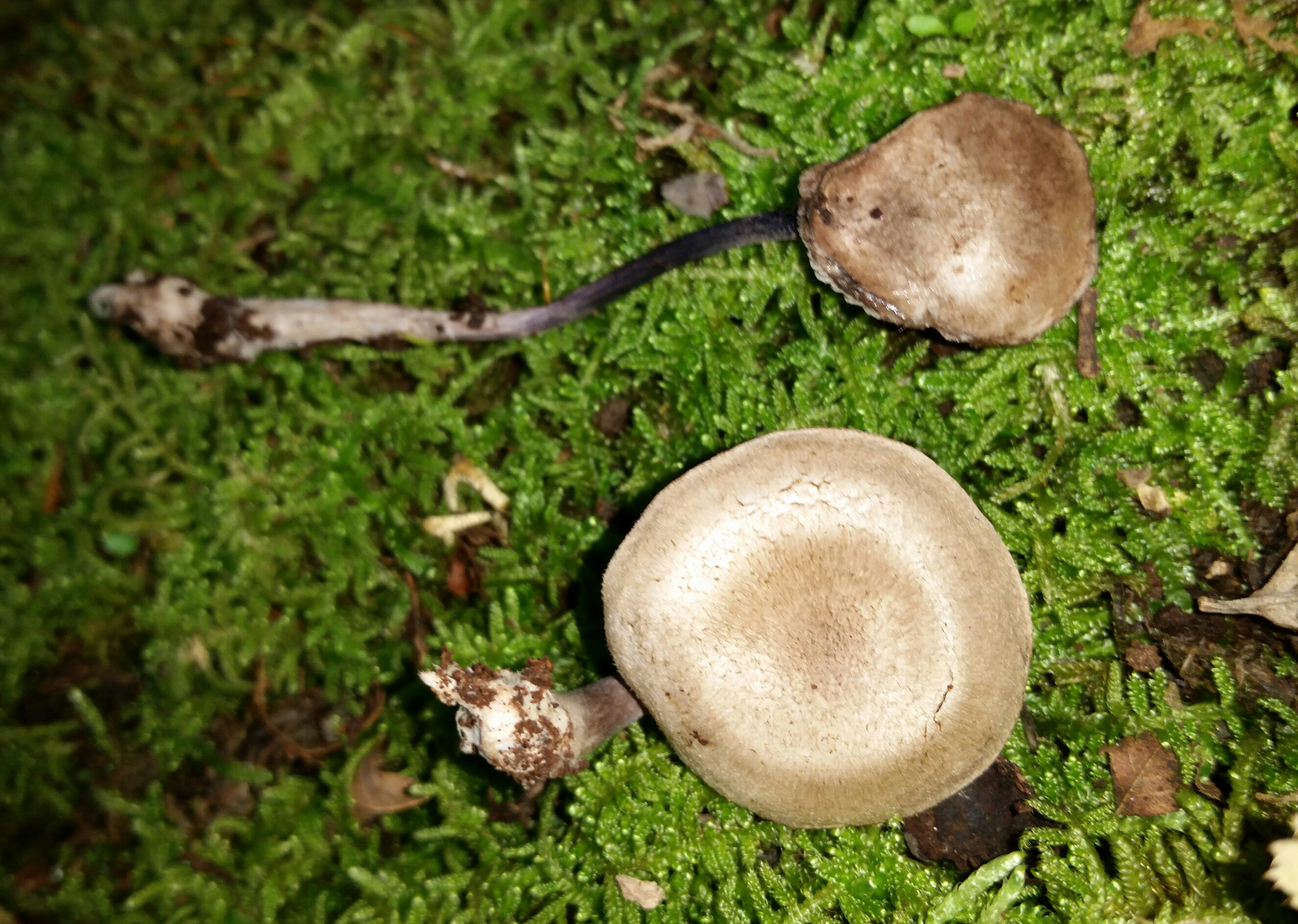

Dzwonkówka próchnolubna (Entoloma tjallingiorum Noordel.) – gatunek grzybów z rodziny dzwonkówkowatych (Entolomataceae).

## Systematyka i nazewnictwo
Pozycja w klasyfikacji według Index Fungorum: Entoloma, Entolomataceae, Agaricales, Agaricomycetidae, Agaricomycetes, Agaricomycotina, Basidiomycota, Fungi.
Po raz pierwszy gatunek ten opisał w 1982 r. Machiel Evert Noordeloos w Szwecji, na ziemi pod dębami.
Synonimy:
- Entoloma tjallingiorum var. laricinum O.V. Morozova, Noordel., Vila & E.S. Popov 2014
- Leptonia tjallingiorum (Noordel.) P.D. Orton 1991[2].

Polską nazwę zarekomendowała w 2005 r. Komisja ds. Polskiego Nazewnictwa Grzybów Polskiego Towarzystwa Mykologicznego.

## Morfologia
Kapelusz
Średnica 20–50 mm, początkowo stożkowo-wypukły lub ścięto-stożkowo-wypukły z podwiniętym brzegiem, później ze słabym garbkiem lub bez garbka, z lekko pępkowatym środkiem i mniej lub bardziej prostym brzegiem. Jest niehigrofaniczny. Powierzchnia grubo promieniście włóknisto-łuskowata lub wełnista, szarobrązowa, czasem z niebieskimi plamami lub niebieskim odcieniem, szczególnie w pobliżu brzegu.
Blaszki
Średnio gęste, o szerokości do 7 mm, zwykle grube lub lekko grube, segmentowate do brzuchatych, początkowo białe, potem brudnoróżowe, czasem zabarwione na niebiesko, zwłaszcza w pobliżu dolnej części krawędzi.
Trzon
Wysokość 34–100 mm, grubość 2,5–7 mm, cylindryczny, czasami u podstawy rozszerzony do 10 mm, początkowo pełny, potem rurkowaty. Na wierzchołku ciemnoniebiesko-szary lub indygo, ku dołowi bardziej szarawy, zwłaszcza w górnej części, u podstawy brudnobiały, owłosiony.
Miąższ
Bez wyraźnego zapachu i smaku.
Cechy mikroskopowe
Podstawki 27–43 × 8–12 µm, 4-zarodnikowe ze sprzążkami. Zarodniki 9–11(–11,5) × 6–7,5(–8) µm, Q = 1,2–1,7, cienkościenne, słabo zagięte. Krawędź blaszek częściowo płodna, częściowo sterylna. Cheilocystydy 20–55 × 6–13 µm, cylindryczne do maczugowatych lub nieregularnie wygięte do butelkowatych, rozproszone wśród podstawek. Skórka zbudowana ze strzępek o cechach przejściowych między cutis a trichodermą, promieniście ułożonych, o szerokości 7–24 µm z równie grubymi lub lekko napęczniałymi elementami końcowymi o szerokości do 25 µm. We włoskach wewnątrzkomórkowy, brązowawy pigment. Sprzążki obfite w strzępkach wszystkich części grzyba.

## Występowanie i siedlisko
Podano występowanie Entoloma tjallingiorum w Ameryce Północnej i Europie. Jest to gatunek bardzo rzadki, ale szeroko rozprzestrzeniony. Brak go w opracowanym w 2003 r. przez Władysława Wojewodę wykazie wielkoowocnikowych grzybów podstawkowych Polski. Po raz pierwszy podano jego stanowiska w 2014 r., w późniejszych latach znaleziono następne. Aktualne stanowiska podaje internetowy atlas grzybów. Znajduje się w nim na liście gatunków zagrożonych, wartych objęcia ochroną.
Grzyb naziemny występujący pojedynczo lub w grupkach na ziemi lub na próchnicy w lasach dębowych.